# Klára Tabódy
Klára Tabódy, alla nascita Klára Lívia Thurmayer, nota anche con lo pseudonimo di Clara Tabody (Rákospalota, 12 gennaio 1915 – Milano, 6 agosto 1986), è stata un'attrice, cantante, ballerina e pittrice ungherese.

## Biografia
Figlia del pittore Sándor Turmayer e sorella di Ida Turay, frequentò l'Accademia di recitazione, dove si diplomò nel 1932, e poi studiò danza al Utassy Gizinél. Tra il 1932 e il 1934 apparve come soubrette al Teatro dell'Operetta di Budapest, nella compagnia di Gyula Kabos. Si esibì nel Teatro Ungherese di Bratislava, al Király Színházban e in una compagnia di rivista con Árpád e Kálmán Latabár, a L'Aia, al Theater an der Wien di Vienna e dal settembre 1937 al 1939 al Teatro Metropol di Berlino. Effettuò tournée anche a Colonia, Norimberga e Lipsia.
Arrivò in Italia tra il 1936 e l'inizio della seconda guerra mondiale, e qui recitò in otto film, diretta tra gli altri da Raffaello Matarazzo, Sandor Szlatinay e Giorgio Cristallini. Lavorò poi in Germania in pellicole prodotte dalla Tobis Film, che cercò di instaurare una rivalità con l'attrice ungherese Marika Rökk, scritturata dalla UFA. Nel 1942 interpretò la canzone Ja, das Temp'rament e due anni dopo figurò nella Gottbegnadeten-Liste del Reichsministerium für Volksaufklärung und Propaganda. Ritiratasi dalle scene nel 1948 e stabilitasi in Italia, nel 1953 divenne pittrice ed espose i suoi dipinti a Monaco di Baviera e Milano, città dove morì nell'agosto del 1986, all'età di 71 anni.

## Vita privata
Dapprima fidanzata con Béla Wiener, proprietario terriero di Bratislava, nel 1943 sposò il produttore italiano Angelo Formetti. Visse per molto tempo ad Alassio.

## Filmografia

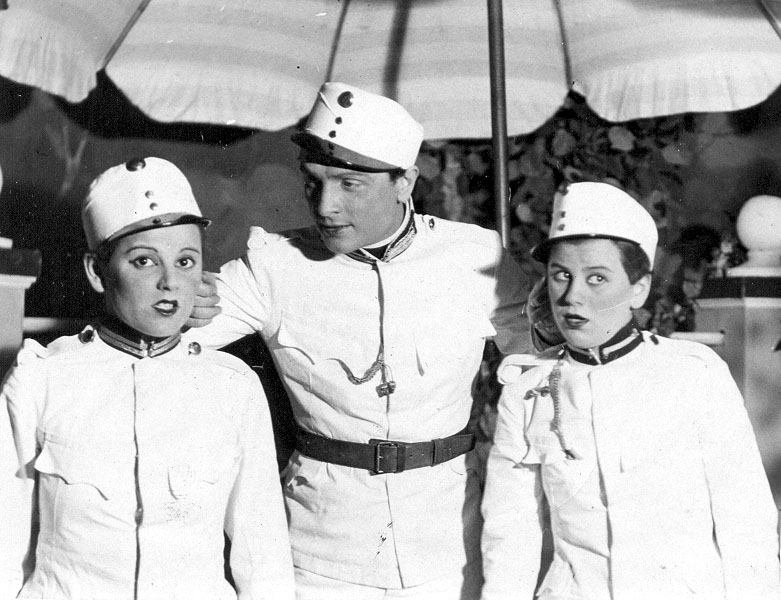
Klára Tabódy (a destra) con Ida Turay e Stephen Bekassy in una scena dell'operetta Kadétszerelem di Pál Gyöngy (1932)

- È tornato carnevale, regia di Raffaello Matarazzo (1937)
- Il capitano degli ussari, regia di Sándor Szlatinay (1940)
- Sette anni di guai (Sieben Jahre Pech), regia di Ernst Marischka (1940)
- Un piacevole imbroglio (Balkezes angyal), regia di Ákos Ráthonyi (1941)
- Maschera blu (Maske in Blau), regia di Paul Martin (1943)
- Akrobat schö-ö-ö-n, regia di Wolfgang Staudte (1943)
- Leckerbissen, regia di Werner Malbran (1947)
- Giudicatemi, regia di Giorgio Cristallini (1948)